# جينا غاستون
جينا غاستون (بالإنجليزية: Gina Gaston)‏ هي صحفية أمريكية، ولدت في 14 يناير 1966.